# Diego Lugano
Pour les articles homonymes, voir Lugano (homonymie).
Diego Alfredo Lugano Morena, (né le 2 novembre 1980 à Canelones), est un footballeur international uruguayen, défenseur central jouant pour l'équipe nationale d'Uruguay.

## Biographie

### Vie personnelle
Diego possède la double nationalité uruguayenne et italienne grâce à ses grands-parents qui sont originaires de la région de Bologne.
Lugano a eu trois enfants avec sa femme, Karina Roncio : Nicolás, Thiago et Bianca. Il a un tatouage du nom de chacun de ses enfants (Nico au bras droit, Thiago sur l'omoplate gauche et Bianca en bas du ventre à gauche)[réf. nécessaire]

### Carrière en club

#### São Paulo (2003-2006)
Après avoir joué à Plaza Colonia et au Nacional, il signe au São Paulo FC. En 2005, il contribue à l'obtention de plusieurs titres Campeonato Paulista, Copa Libertadores et Championnat du monde des clubs de la FIFA.
En 2005, il est nommé dans l'équipe-type des joueurs d'Amérique du Sud. En 2006, il dispute la finale de la Copa Libertadores et remporte le Brasileirão. Il est aussi lauréat du Ballon d'argent en 2004 et 2005.

#### Fenerbahçe (2006-2011)

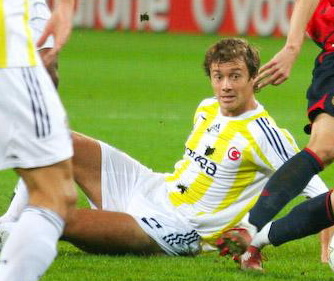
Lugano au Fenerbahçe

En août 2006, il signe pour quatre ans à Fenerbahçe pour une somme de 7.5 millions € . Lui et son ancien coéquipier Edu Dracena étaient les meilleurs de la ligue avec des puissantes capacités défensives qui ont aidé Fenerbahçe  pour gagner la ligue durant l'année du 100e anniversaire du club. Il remporte le Championnat de Turquie dès la première saison, celle du centenaire du club.
En 2008, il contribue à la première qualification de Fenerbahce en quarts de finale de Ligue des champions, perdu face à Chelsea (il marque un but lors du match aller de 1/8 contre le FC Séville). À la suite d'un carton rouge, il a été suspendu pendant cinq semaines après le match derby contre le SK Galatasaray lors de la saison 2008-2009 où il frappe Emre Asik le 12 avril 2009 au Stade Ali Sami Yen.
Fenerbahçe termine deuxième du championnat.
En août 2009, il prolonge pour quatre ans mais, en 2011, l'exclusion de Fenerbahçe des compétitions européennes à la suite de matchs truqués, change la situation et, se sentant trahi, il entend relever un nouveau défi.
Il est connu pour sa présence en attaque, comme il l'a montré avec son ancien club, après avoir marqué des buts en position de pointe ou en soutien de la ligne avant. Il est devenu un favori des fans avec sa ténacité spectaculaires et défensive. Aujourd'hui, il a un lien fort avec les supporters de la Fenerbahçe.

#### Paris Saint-Germain (2011-2013)
Le 27 août 2011, Fenerbahçe annonce son transfert au Paris Saint-Germain qui vient de passer sous pavillon qatarien alors que Valence et la Juventus étaient intéressés. Recruté par Leonardo, il signe au Paris Saint-Germain le 30 août et porte le no 15. Son transfert est estimé à 3,5 millions d'euros. Diego Lugano devient alors le troisième plus gros salaire du PSG avec un salaire brut mensuel estimé à 330 000 euros par mois.
Il inscrit son premier but de la tête, lors des 32e de finale de Coupe de France face à la formation amateur de Locminé à la 93e minute de jeu, permettant de qualifier d’extrême justesse son club en 16e de finale.
À la suite de ses performances peu convaincantes et de la concurrence exacerbée au sein du PSG, il ne joue plus une seule minute de la fin de la saison 2011-2012 jusqu'à son transfert au mercato d'hiver 2012-2013.

#### Malaga (2013)
Le 23 janvier 2013, il est prêté au Málaga CF.
Il connait quelques problèmes physiques et ne joue que onze matches. À la fin de la saison 2012-2013, le club de Malaga décide de ne pas prolonger le prêt.
Ne figurant pas dans les plans du nouvel entraîneur parisien Laurent Blanc, le 2 août 2013, il signe un contrat de deux ans en faveur de West Bromwich Albion.

#### West Bromwich Albion (2013-2014)
Il fait ses débuts en Premier League le 28 septembre 2013 lors de la sixième journée. Pour son premier match, West Bromwich Albion s'impose 2-1 à Old Trafford contre Manchester United. Le 20 janvier 2014 lors de la 22e journée, il marque face à Everton et permet à son équipe de faire match nul 1-1.
Au mois de mai de la même année, le club annonce la fin de sa collaboration avec le joueur.

#### BK Häcken (2015)
Alors qu'il est sans club depuis la fin de son passage en Premier League, il signe en mars 2015 un contrat de trois mois avec le club suédois de BK Häcken.
Il reste au club jusqu'à la fin de son contrat, après 11 apparitions en Allsvenskan.

#### Cerro Porteño (2015)
Le 15 juillet 2015, il s'engage pour deux ans avec le club paraguayien de Cerro Porteño, club de la ville d'Asuncion.

#### Retour à São Paulo (2016-2018)
Le 7 janvier 2016, Diego Lugano retourne au Brésil au São Paulo FC après avoir résilié son contrat avec le Cerro Porteño. Le joueur aurait signé un contrat d'un an.

### Carrière en sélection
Lugano fait ses débuts avec l'équipe d'Uruguay en 2003. Il en devient par la suite capitaine.
En demi-finale de la Copa América 2007, il manque un penalty contre le Brésil qui gagne (2-2 ap, 5-4) aux tirs au but. L'Uruguay termine la compétition à la quatrième place, s'inclinant (1-3) face au Mexique lors de la petite finale.
Avec Diego Forlán, Edinson Cavani et Luis Alberto Suárez, l'Uruguay termine quatrième de la Coupe du monde 2010 face à l'Allemagne (2-3) en Afrique du Sud.
Le 24 juillet 2011 à Buenos Aires en Argentine, Il remporte la Copa América 2011 en tant que capitaine de sa sélection en finale face au Paraguay sur le score de (3-0).
Lors de la Coupe des confédérations 2013, il s'illustre en ouvrant le score dans la phase de poule contre le Nigeria (2-1). L'Uruguay termine à la quatrième place, s'inclinant face à l'Italie (2-2) après prolongation (2 tirs au but à 3) lors de la petite finale, après avoir perdu en demi-finales face au Brésil (1-2).
En mai 2014, il est sélectionné par Óscar Tabárez pour participer à la Coupe du monde au Brésil. Capitaine lors de la première rencontre face au Costa Rica (défaite 1-3), Lugano se blesse et ne peut participer au reste du Mondial. Cette rencontre sera son dernier match en équipe nationale.

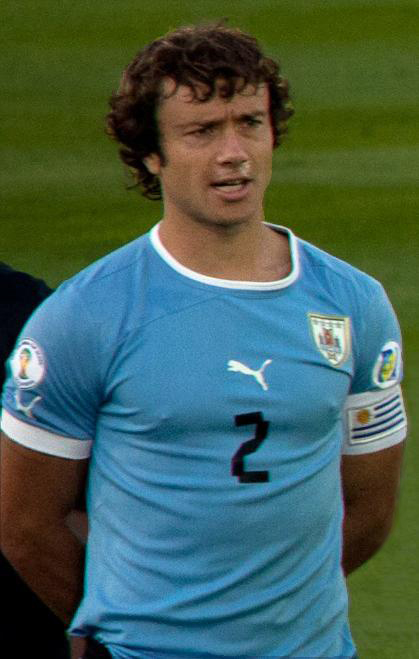
Diego Lugano en 2011.
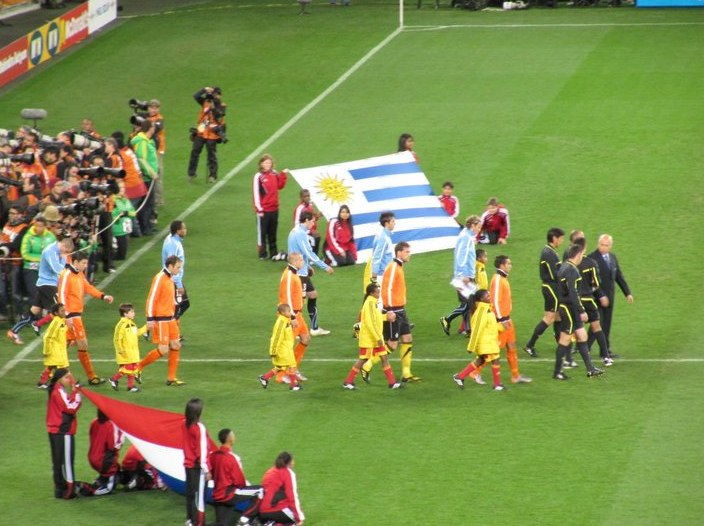
Demi-finale de la Coupe du monde 2010 contre les Pays-Bas.

## Statistiques
| Saison                | Club                  | Championnat           | Championnat | Championnat | Coupe nationale | Coupe nationale | Coupe de la Ligue | Coupe de la Ligue | Compétition(s) continentale(s) | Compétition(s) continentale(s) | Compétition(s) continentale(s) | Championnat du monde des clubs | Championnat du monde des clubs | Total | Total |
| Saison                | Club                  | Division              | M.          | B.          | M.              | B.              | M.                | B.                | Comp.                          | M.                             | B.                             | M.                             | B.                             | M.    | B.    |
| 2003                  | São Paulo FC          | Série A               | 24          | 2           | -               | -               | -                 | -                 | CS                             | 2                              | 0                              | -                              | -                              | 26    | 2     |
| 2004                  | São Paulo FC          | Série A               | 34          | 1           | -               | -               | -                 | -                 | CL                             | 8                              | 0                              | -                              | -                              | 42    | 1     |
| 2005                  | São Paulo FC          | Série A               | 27          | 5           | -               | -               | -                 | -                 | CL                             | 17                             | 1                              | -                              | -                              | 44    | 6     |
| 2006                  | São Paulo FC          | Série A               | 11          | 0           | -               | -               | -                 | -                 | CL                             | 10                             | 0                              | 2                              | 0                              | 23    | 0     |
| 2006-2007             | Fenerbahçe            | Süper Lig             | 24          | 4           | -               | -               | -                 | -                 | C1+C3                          | 2+5                            | 0+1                            | -                              | -                              | 31    | 5     |
| 2007-2008             | Fenerbahçe            | Süper Lig             | 23          | 0           | 3               | 0               | -                 | -                 | C1                             | 11                             | 1                              | -                              | -                              | 37    | 1     |
| 2008-2009             | Fenerbahçe            | Süper Lig             | 25          | 7           | 7               | 0               | -                 | -                 | C1                             | 9                              | 0                              | -                              | -                              | 41    | 7     |
| 2009-2010             | Fenerbahçe            | Süper Lig             | 25          | 3           | 8               | 1               | -                 | -                 | C3                             | 9                              | 1                              | -                              | -                              | 42    | 5     |
| 2010-2011             | Fenerbahçe            | Süper Lig             | 28          | 7           | 2               | 2               | -                 | -                 | C3                             | 2                              | 0                              | -                              | -                              | 32    | 9     |
| 2011-2012             | Paris SG              | Ligue 1               | 12          | 0           | 3               | 1               | 1                 | 0                 | C3                             | 5                              | 0                              | -                              | -                              | 21    | 1     |
| 2012-2013             | Paris SG              | Ligue 1               | 0           | 0           | -               | -               | -                 | -                 | C1                             | 0                              | 0                              | -                              | -                              | 0     | 0     |
| 2012-2013             | Málaga CF (prêt)      | Liga                  | 11          | 0           | -               | -               | -                 | -                 | C1                             | 0                              | 0                              | -                              | -                              | 11    | 0     |
| 2013-2014             | West Bromwich Albion  | Premier League        | 7           | 1           | 1               | 0               | 2                 | 0                 | -                              | -                              | -                              | -                              | -                              | 10    | 1     |
| 2015                  | BK Häcken             | Allsvenskan           | 11          | 0           | 0               | 0               | 0                 | 0                 | -                              | -                              | -                              | -                              | -                              | 11    | 0     |
| 2015                  | Cerro Porteño         | División Profesional  | 15          | 5           | -               | -               | -                 | -                 | -                              | -                              | -                              | -                              | -                              | 15    | 5     |
| 2016                  | São Paulo FC          | Série A               | -           | -           | -               | -               | -                 | -                 | -                              | -                              | -                              | -                              | -                              | 0     | 0     |
| Total sur la carrière | Total sur la carrière | Total sur la carrière | 256         | 30          | 24              | 4               | 3                 | 0                 | -                              | 80                             | 4                              | 2                              | 0                              | 365   | 38    |

### En sélection nationale
| Saison                | Sélection             | Phases finales                   | Phases finales | Phases finales | Phases finales | Éliminatoires CDM | Éliminatoires CDM | Éliminatoires CDM | Matchs amicaux | Matchs amicaux | Matchs amicaux | Total | Total | Total |
| Saison                | Sélection             | Compétition                      | M              | B              | Pd             | M                 | B                 | Pd                | M              | B              | Pd             | M     | B     | Pd    |
| --------------------- | --------------------- | -------------------------------- | -------------- | -------------- | -------------- | ----------------- | ----------------- | ----------------- | -------------- | -------------- | -------------- | ----- | ----- | ----- |
| 2002-2003             | Uruguay               | -                                | -              | -              | -              | -                 | -                 | -                 | 1              | 0              | 0              | 1     | 0     | 0     |
| 2004-2005             | Uruguay               | -                                | -              | -              | -              | 5                 | 0                 | 0                 | -              | -              | -              | 5     | 0     | 0     |
| 2005-2006             | Uruguay               | -                                | -              | -              | -              | 3                 | 0                 | 0                 | 1              | 0              | 0              | 4     | 0     | 0     |
| 2006-2007             | Uruguay               | Copa América 2007 4e             | 6              | 0              | 0              | -                 | -                 | -                 | 3              | 0              | 0              | 9     | 0     | 0     |
| 2007-2008             | Uruguay               | -                                | -              | -              | -              | 5                 | 1                 | 0                 | 1              | 0              | 0              | 6     | 1     | 0     |
| 2008-2009             | Uruguay               | -                                | -              | -              | -              | 7                 | 2                 | 0                 | 3              | 0              | 0              | 10    | 2     | 0     |
| 2009-2010             | Uruguay               | Coupe du monde 2010 4e           | 6              | 0              | 0              | 5                 | 1                 | 0                 | 2              | 0              | 0              | 13    | 1     | 0     |
| 2010-2011             | Uruguay               | Copa América 2011                | 6              | 0              | 0              | -                 | -                 | -                 | 9              | 1              | 0              | 15    | 1     | 0     |
| 2011-2012             | Uruguay               | -                                | -              | -              | -              | 4                 | 2                 | 1                 | 4              | 1              | 0              | 8     | 3     | 1     |
| 2012-2013             | Uruguay               | Coupe des confédérations 2013 4e | 4              | 1              | 0              | 6                 | 0                 | 0                 | 4              | 0              | 0              | 14    | 1     | 0     |
| 2013-2014             | Uruguay               | Coupe du monde 2014              | 1              | 0              | 0              | 5                 | 0                 | 0                 | 4              | 0              | 0              | 10    | 0     | 0     |
| Total sur la carrière | Total sur la carrière | Total sur la carrière            | 23             | 1              | 0              | 40                | 6                 | 1                 | 32             | 2              | 0              | 95    | 9     | 1     |

### Buts en sélection
| Buts en sélection de Diego Lugano | Buts en sélection de Diego Lugano | Buts en sélection de Diego Lugano                         | Buts en sélection de Diego Lugano | Buts en sélection de Diego Lugano | Buts en sélection de Diego Lugano | Buts en sélection de Diego Lugano       |
| #                                 | Date                              | Lieu                                                      | Adversaire                        | Score                             | Résultats                         | Compétitions                            |
| --------------------------------- | --------------------------------- | --------------------------------------------------------- | --------------------------------- | --------------------------------- | --------------------------------- | --------------------------------------- |
| 1                                 | 14 juin 2008                      | Estadio Centenario, Montevideo                            | Venezuela                         | 1-0                               | 1-1                               | Éliminatoires de la Coupe du monde 2010 |
| 2                                 | 11 octobre 2008                   | Estadio Monumental Antonio Vespucio Liberti, Buenos Aires | Argentine                         | 1-2                               | 1-2                               | Éliminatoires de la Coupe du monde 2010 |
| 3                                 | 28 mars 2009                      | Estadio Centenario, Montevideo                            | Paraguay                          | 2-0                               | 2-0                               | Éliminatoires de la Coupe du monde 2010 |
| 4                                 | 15 novembre 2009                  | Estadio Ricardo Saprissa Aymá, Costa Rica                 | Costa Rica                        | 1-0                               | 1-0                               | Barrages de la Coupe du monde 2010      |
| 5                                 | 29 mars 2011                      | Aviva Stadium, Dublin                                     | République d'Irlande              | 1-0                               | 3-2                               | Match amical                            |
| 6                                 | 2 septembre 2011                  | Stade Metalist, Kharkiv                                   | Ukraine                           | 2-2                               | 3-2                               | Match amical                            |
| 7                                 | 7 octobre 2011                    | Estadio Centenario, Montevideo                            | Bolivie                           | 2-1                               | 4-2                               | Éliminatoires de la Coupe du monde 2014 |
| 8                                 | 7 octobre 2011                    | Estadio Centenario, Montevideo                            | Bolivie                           | 4-1                               | 4-2                               | Éliminatoires de la Coupe du monde 2014 |
| 9                                 | 20 juin 2013                      | Itaipava Arena Fonte Nova, Salvador                       | Nigeria                           | 1-0                               | 2-1                               | Coupe des confédérations 2013           |

## Palmarès

### Sélection
Uruguay
- Copa América (1) :
  - Vainqueur : 2011.

### Club
| Nacional - Championnat d'Uruguay (1) : - Champion : 2001. | São Paulo FC - Copa Libertadores (1) : - Vainqueur : 2005. - Finaliste : 2006. - Coupe du monde des clubs (1) : - Vainqueur : 2005. - Championnat du Brésil (1) : - Champion : 2006. - Championnat de São Paulo (1) : - Champion : 2005. | Fenerbahçe - Championnat de Turquie (2) : - Champion : 2007 et 2011. - Vice-champion : 2008 et 2010. - Coupe de Turquie : - Vainqueur : 2009 et 2010. | Paris Saint-Germain - Championnat de France : - Vice-champion : 2012. |

### Individuel
- « Ballon d'argent brésilien » en 2004 et 2005